# Notamacropus greyi
Il wallaby di Grey (Notamacropus greyi Waterhouse, 1846) è una specie estinta di wallaby diffusa in passato nelle regioni sud-occidentali dell'Australia Meridionale e nel Victoria sud-occidentale. Molti lo hanno ritenuto il canguro più elegante, leggiadro e veloce mai esistito. Era ricoperto da una rada pelliccia che presentava lungo il dorso una serie di bande grigio scuro alternate al altre di color grigio più chiaro. Queste bande si differenziavano tra loro per colore e per trama. Le variazioni potevano avvenire a seconda delle stagioni o da un esemplare all'altro. Invece che da un unico balzo di una certa lunghezza, il salto di questo animale era costituito da due brevi saltelli.
Era un animale gregario; i vari gruppi rimanevano fedeli ad una particolare località. Per cacciarlo, l'uomo impiegava mute di levrieri: il marsupiale non si intimoriva affatto di loro fino a quando non gli erano vicinissimi; solo allora fuggiva via. Un esemplare venne inseguito a dorso di cavallo per sei chilometri prima che riuscisse a fuggire al di là di una recinzione. Questo wallaby veniva cacciato per le pelli o per puro divertimento; inoltre subì le conseguenze degli effetti apportati al suo habitat dalla pastorizia. Relativamente comune fino al 1910, era già rarissimo nel 1923, quando ne rimaneva solamente un gruppetto di 14 esemplari nella stazione di Konetta, nei pressi di Robe. Il Professor Wood Jones e i suoi aiutanti fallirono nel tentativo di catturarli per poi trasferirli in un apposito santuario sull'Isola dei Canguri. Gli unici quattro animali che vennero presi morirono tutti poco dopo per l'esaurimento e lo shock causati dal lungo inseguimento. Malgrado tutto, i cacciatori locali seguitarono ad uccidere i wallaby per ricavarne pelli o trofei. Una femmina catturata con il piccolo nel marsupio trascorse 12 anni in cattività a Robe, prima di morire nel 1939. L'ultimo esemplare di cui siamo a conoscenza fu catturato nel 1943. I motivi principali che portarono all'estinzione di questo marsupiale furono la caccia, l'introduzione delle volpi e il disboscamento.